# هوانگشی
هوانگشی (به لاتین: Huangshi) یک شهر مرکزی در جمهوری خلق چین است که در هوبئی واقع شده‌است.

## خصوصیات
هوانگشی ۴٬۵۸۲٫۸۵ کیلومترمربع مساحت و ۲٬۴۲۹٬۳۱۸ نفر جمعیت دارد.